# Semperella stomata
Semperella stomata är en svampdjursart som beskrevs av Isao Ijima 1896. Semperella stomata ingår i släktet Semperella och familjen Pheronematidae.
Artens utbredningsområde är havet kring Japan. Inga underarter finns listade i Catalogue of Life.